# Leenhof (Schaesberg)
Leenhof is een buurt van Nieuwenhagen in het westen van de Nederlandse gemeente Landgraaf in de provincie Limburg. Leenhof grenst daar aan de gemeente Heerlen.

## Geschiedenis
De buurt is genoemd naar de "Hoeve in het Leen" waar uiteindelijk de naam Leenhof van is afgeleid. Deze hoeve bestaat nog steeds en ligt tussen het voormalige kasteel Schaesberg en de kerk. De Leenhof was tussen de 14e eeuw en de 18e eeuw een leengoed.

## Leenderkapel
De Leenderkapel (sinds 1938 officieel: Kapel van Onze-Lieve-Vrouw van de Berg Carmel) werd rond 1644 gebouwd door Johan Frederik van Schaesberg (1598-1671). Deze Johan Frederik was vanaf 1637 de eerste rijksvrijheer (baron) van de heerlijkheid Schaesberg. Hij heeft de kapel mogelijk gesticht ter nagedachtenis aan zijn overleden eerste vrouw Ferdinanda van Wachtendonck (1608-1644). De kapel ligt in het Kapellerbos op de Leenderberg achter de ruïnes van het kasteel Schaesberg. De kapel is gebouwd van Kundersteen, mergel en baksteen. Zij is vijfhoekig van vorm met een binnenruimte van 4 bij 5 meter. De laatste grote renovatie vond plaats in 1998. De kapel werd in 1967 een beschermd monument. In de geschiedenis is het Leenderkapelletje bekend als een van de plaatsen waar de Bokkenrijders in de 18e eeuw samenkwamen en hun eed aflegden.

## Mijnwerkerskolonie Leenhof
In 1904 kwam het gebied in bezit van de Oranje-Nassaumijnen. De directie van Oranje-Nassau besloot rond de Eerste Wereldoorlog in Leenhof woningen te bouwen voor de mijnwerkers van de nabije steenkolenmijn Oranje-Nassau II. Er werden drie groepen woningen gebouwd op het terrein tussen de Heerlenseweg en de kerk van Schaesberg. De drie woongroepen vormen samen de zogeheten koloniën (lokaal uitgesproken met de klemtoon op de 'ie') Leenhof III en IV. De aangrenzende koloniën Leenhof I en II liggen naast de Schaesbergerweg in Heerlen. Tussen 1920 en 1924 werd de school gerealiseerd. In 1924 werd de Onze-Lieve-Vrouw-van-de-berg-Karmelkerk gebouwd en deze werd op 21 december 1924 ingewijd door deken Nicolay van Heerlen. De paters Montfortanen gingen de kerk bedienen. Leenhof was toen een rectoraat en werd in 1970 verheven tot parochie. De toenmalige rector Custers werd de eerste pastoor en heeft het ambt tot zijn dood uitgevoerd. Door het teruglopende kerkbezoek werd op 19 maart 2000 de laatste mis in de kerk gehouden. De kerk werd verkocht en ging dienen als woonhuis.
Op 21 februari 2007 werd zowel het Landgraafse als het Heerlense deel van de wijk Leenhof-Schaesberg aangewezen als beschermd dorpsgezicht.

## Literatuur

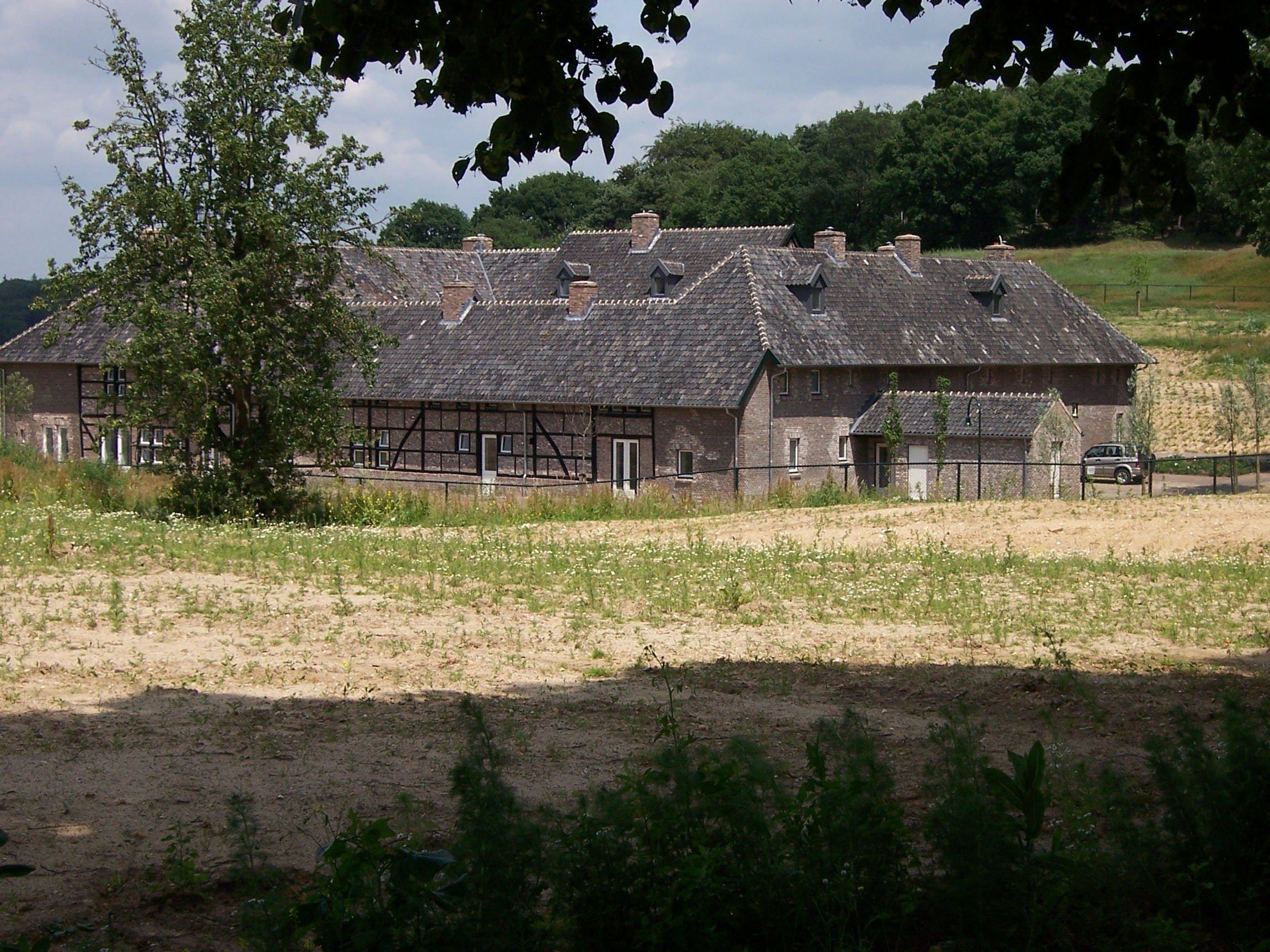
Hoeve Leenhof
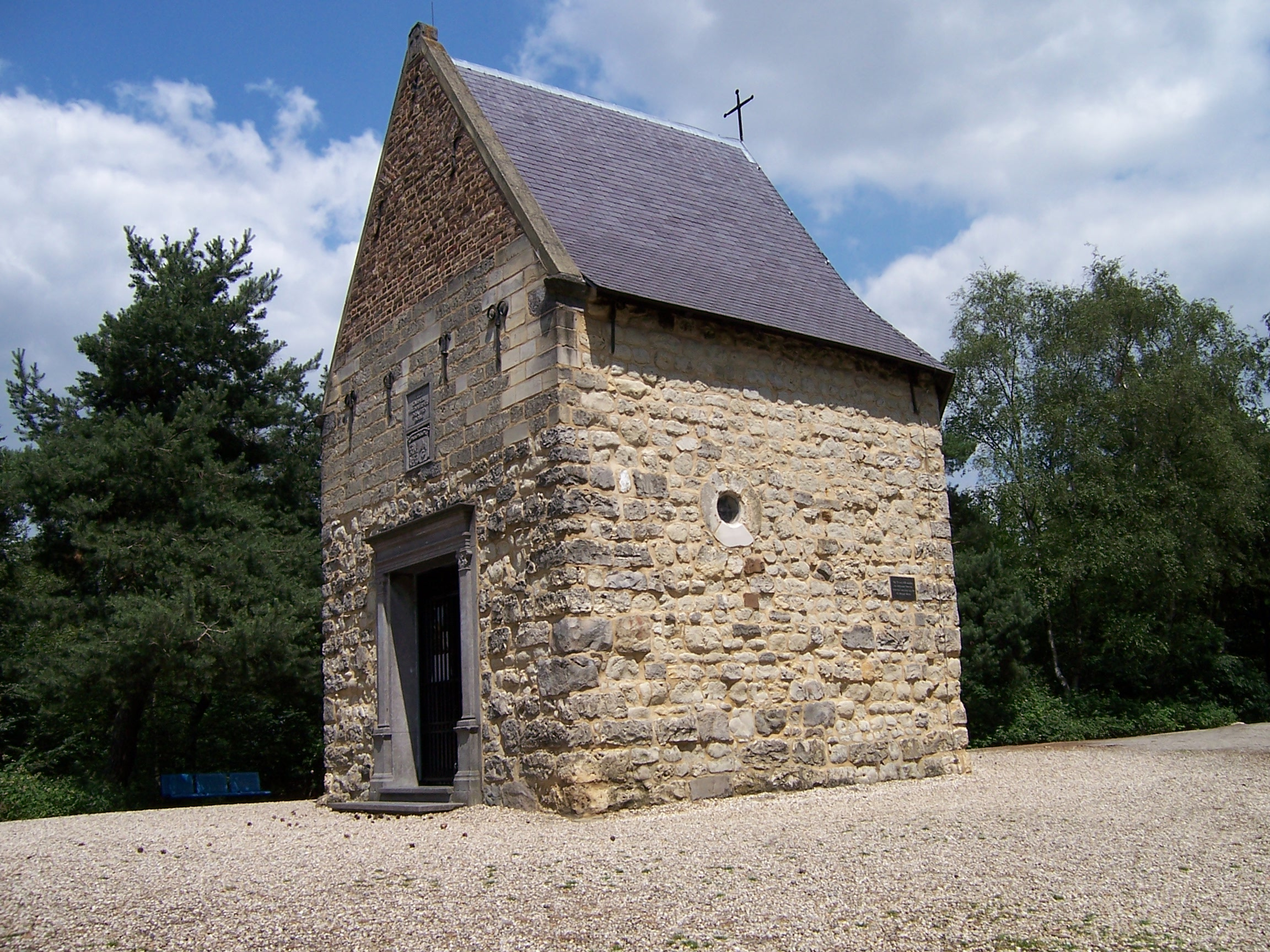
Leenderkapel
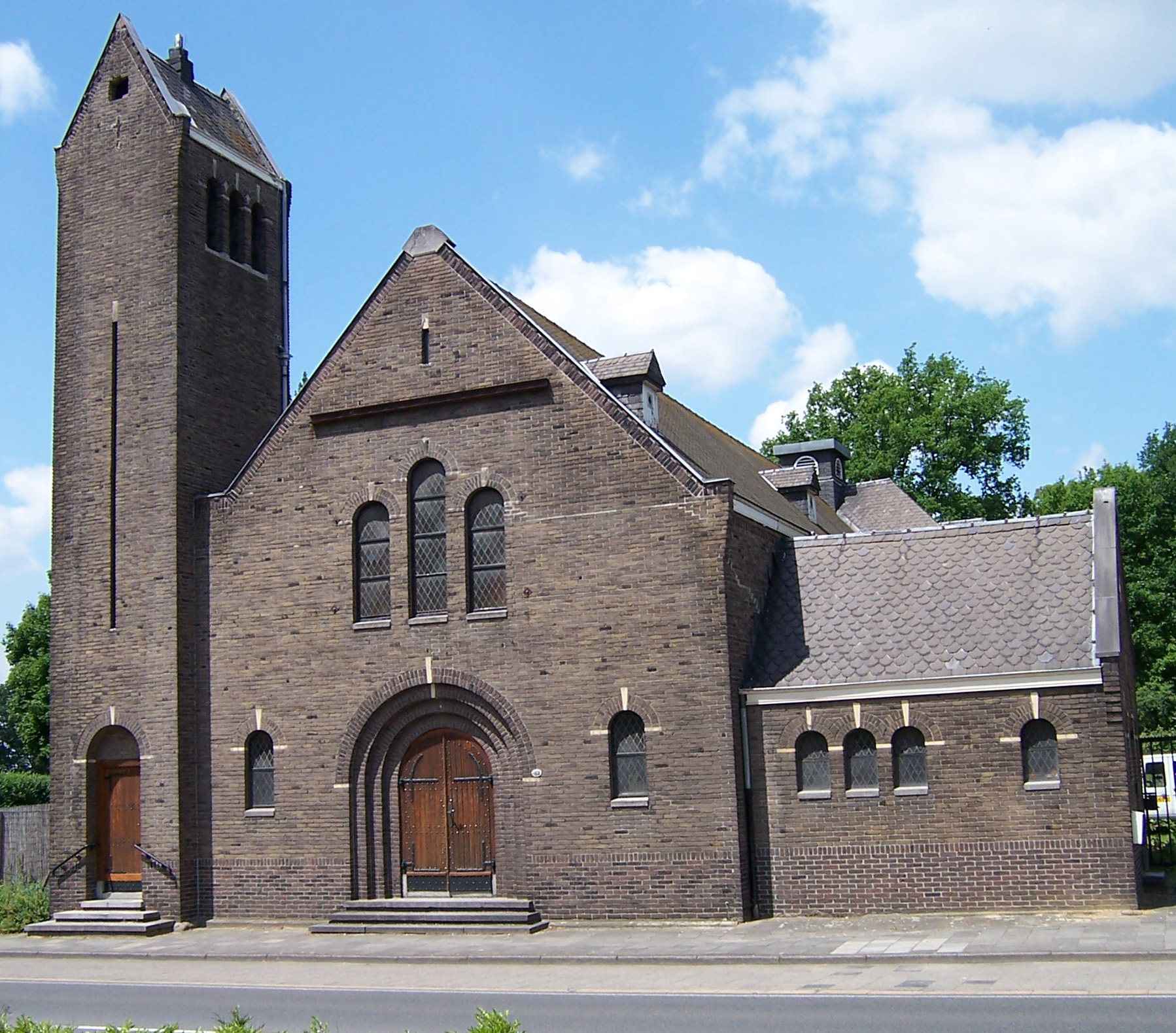
Kerk van Leenhof
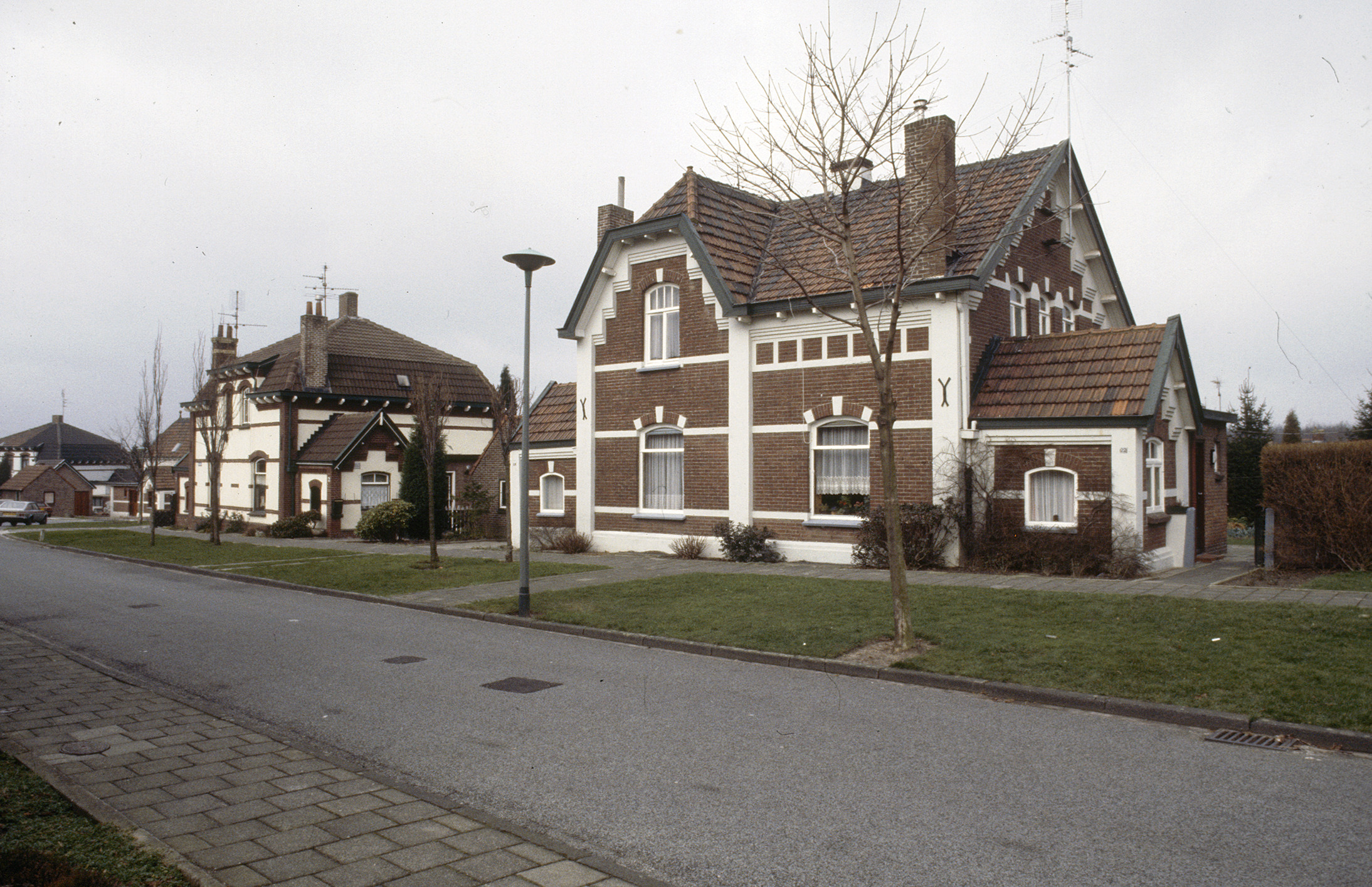
Kolonie Leenhof